# Ferrimaroc
Ferrimaroc est un transporteur maritime marocain, il effectue la ligne maritime de première classe, entre l’Espagne et la région du nord-est du Maroc, offrant un service régulier tout au long de l’année. Pendant la période estivale, de grande affluence, il y a jusqu’à 20 départs hebdomadaires pour chaque trajet Almería - Nador.
Le Scirocco a été le premier Ferry mis en service, avant l'achat en juin 1997 du Mistral Express, de plus grande capacité. Plus de 650 000 passagers et 150 000 voitures effectuent la traversée entre Almería et Nador chaque année. Cela a non seulement favorisé les liens de communication entre la péninsule Ibérique et le nord-est du Maroc, mais a aussi permis le développement des ports d’Almería et de Nador.

## La flotte
La compagnie Ferrimaroc possède 2 ferrys :
- Le Scirocco : capacités de 1 300 passagers et 300 voitures avec une longueur de 130 m
- Le Mistral Express : capacité de 2 380 passagers et 700 voitures avec une longueur de 145 m

## Liaison assurée
- Almeria -  Nador

## Sources
- Site officiel de Ferrimaroc